# Municipio de White River (condado de Woodruff)
El municipio de White River (en inglés: White River Township) es un municipio ubicado en el condado de Woodruff en el estado estadounidense de Arkansas. En el año 2010 tenía una población de 86 habitantes y una densidad poblacional de 0,75 personas por km².

## Geografía
El municipio de White River se encuentra ubicado en las coordenadas 35°23′59″N 91°18′46″O / 35.39972, -91.31278. Según la Oficina del Censo de los Estados Unidos, el municipio tiene una superficie total de 114.61 km², de la cual 111,72 km² corresponden a tierra firme y (2,52 %) 2,89 km² es agua.

## Demografía
Según el censo de 2010, había 86 personas residiendo en el municipio de White River. La densidad de población era de 0,75 hab./km². De los 86 habitantes, el municipio de White River estaba compuesto por el 75,58 % blancos, el 16,28 % eran afroamericanos, el 6,98 % eran de otras razas y el 1,16 % eran de una mezcla de razas. Del total de la población el 8,14 % eran hispanos o latinos de cualquier raza.